# Comex S.A.
COMEX (Compagnie Maritime d'Expertise) este o companie din Franța specializată în inginerie maritimă și lucrări profesionale subacvatice, creată în anul 1961 de către Henri Germain Delauze.

Prin deschiderea primului Centru de Încercări Hiperbare în anul 1963, Comex a devenit prima companie de profil la nivel mondial, cunoscută în întreaga lume pentru tehnologia sa modernă în ceea ce privește explorarea subacvatică la mare adâncime.
Linia de afaceri include:
- barocamere și laboratoare hiperbare
- nave oceanografice de cercetare (Minibex și Janus),
- diverse tipuri de ROV (Remote Operated Vehicle).

Încă din primii ani de la înființare, COMEX a desfășurat o intensă activitate de pionierat în scufundarea de saturație de mare adâncime. Compania a experimentat utilizarea hidrogenului ca gaz de respirație pentru scafandri în amestecurile respiratorii binare hidrogen-oxigen (Hidrox) și ternare hidrogen-heliu-oxigen (Hidreliox). Aceste teste au început în anul 1968 cu esperimentul Hydra I și au culminat cu Hydra X în 1992, când scafandrul Theodoros Mavrostomos a atins adâncimea record de 701 metri în scufundare simulată într-o cameră hiperbară din laboratorul hiperbar Comex.
Utilizarea de hidrogen pentru scufundări de mare adâncime a fost determinată de necesitatea de a se depăși problemele cauzate de sindromul nervos al înaltelor presiuni (SNIP) cauzate de narcoza heliului.
În 1977 societatea COMEX a livrat României instalația de scufundare Ulyss, transportată de la Constanța la șantierul naval din Turnu-Severin pentru a fi instalată pe nava Arad, repartizată Grupului de scafandri de mare adâncime al centrului de scafandri din Constanța și rebotezată Emil Racoviță.
În 1987, COMEX intră într-un consorțiu canadian și francez, care construiește Saga, primul mini-submarin cu propulsie nucleară pentru aplicații civile. Acest submarin a fost un prototip destinat exploatării zăcămintelor de petrol și gaze naturale aflate sub gheața din zona arctică. Saga a fost construit pe o cocă inițial concepută de către Jacques-Yves Cousteau, dar nu a fost finalizat datorită lipsei de fonduri. Submarinul a fost proiectat cu un sistem complet de scufundare în saturație la bord, iar centrala nucleară este capabilă să producă cantități însemnate de hidrogen și oxigen prin electroliza apei, atât pentru propulsie dar și pentru gazul respirator al scafandrilor.